# Malaba (Uganda)
Malaba ist eine Stadt mit 10.300 Einwohnern (S 2002) im Osten Ugandas im Distrikt Tororo an der Grenze zu Kenia.
Die Stadt liegt an der Hauptstraße zwischen Kampala und Nairobi ungefähr 232 Kilometer östlich der ugandischen Hauptstadt.
Malaba ist eine Stadt mit Markt, hat einen Eisenbahnübergang nach Kenia und liegt 10 Kilometer südöstlich der Stadt Tororo. Durch die Grenzlage ist es ein belebter Handelsort. 2005 war es der zweitwichtigste Grenzübergang nach Kenia nach Busia. Von im Erotikbereich angesiedelten Institutionen (Bordellen etc.) sowie entweder dort oder freischaffend arbeitenden Personen wie Prostituierten und Callboys wird eine Sondersteuer erhoben.